# Гамбургское восстание
Гамбургское восстание (нем. Hamburger Aufstand) — вооружённое восстание гамбургских коммунистов 23—25 октября 1923 года.
Решив использовать кризисную ситуацию, сложившуюся в Германии в 1923 году, руководство Коминтерна (международной организации, полностью финансировавшейся руководством СССР,  призывавшей к мировой революции во всех странах планеты в соответствии с популистским лозунгом «Пролетарии всех стран, соединяйтесь!») приняло решение осуществить вооружённое восстание с целью захвата власти немецкими коммунистами (КПГ). Революция была запланирована на октябрь-ноябрь 1923 года, но была предотвращена в результате действий правительства. Только коммунисты Гамбурга 23 октября, не зная об отмене восстания руководством КПГ, совершили попытку овладеть городом. Руководили восстанием Эрнст Тельман и Ганс Киппенбергер.

## Восстание
22 октября 1923 года военные руководители КПГ секции «Вассерканте» получил приказ от регионального отделения КПГ начать восстание. В восстании приняло участие только 300 человек, хотя Гамбургское отделение КПГ насчитывало около 14 000 членов.Это объяснялось нехваткой оружия. 23 октября в 5 часов утра восставшие начали штурм 26 полицейских участков и захватили 17 из них. Всего повстанцам удалось захватить около 250 винтовок.
Восстание началось также в Альтоне и городском округе Штормарн, где были атакованы полицейские участки, а Шиффбеке и Брамфельде восставшие смогли завладеть оружием. В Бад-Ольдесло, Аренсбурге и Ралштедте были блокированы железные дороги и улицы. В городе Баргтехайде повстанцы арестовали руководителей местных органов власти и провозгласили Баргтехайдскую Советскую республику. В Шиффбеке, где активно поддерживалась КПГ, были размещены плакаты, чтобы успокоить жителей и призвать поддержать восстание, там было сказано «Да здравствует Советская Германия! Да здравствует Всемирная Федеративная Республика Советов! Да здравствует мировая революция!» 
Большинство очагов восстаний было подавлено через несколько часов. В Шиффбеке восставшие держались до полудня. Только в Бармбеке, где КПГ получила около 20% голосов на предыдущих выборах, повстанцев поддерживали жители, которые помогали им строить баррикады и приносили им еду. Повстанцы смогли сохранить свои позиции в течение всего дня, несмотря на непрерывный обстрел. Ночью, однако, убеждённые в безнадёжности своего положения, они покинули свои баррикады. На следующий день полиция начала крупное наступление на пустые баррикады. Для поддержки полиции рейхсмарине задействовала небольшой крейсер «Гамбург» и торпедные катера Т-151 и Т-157.

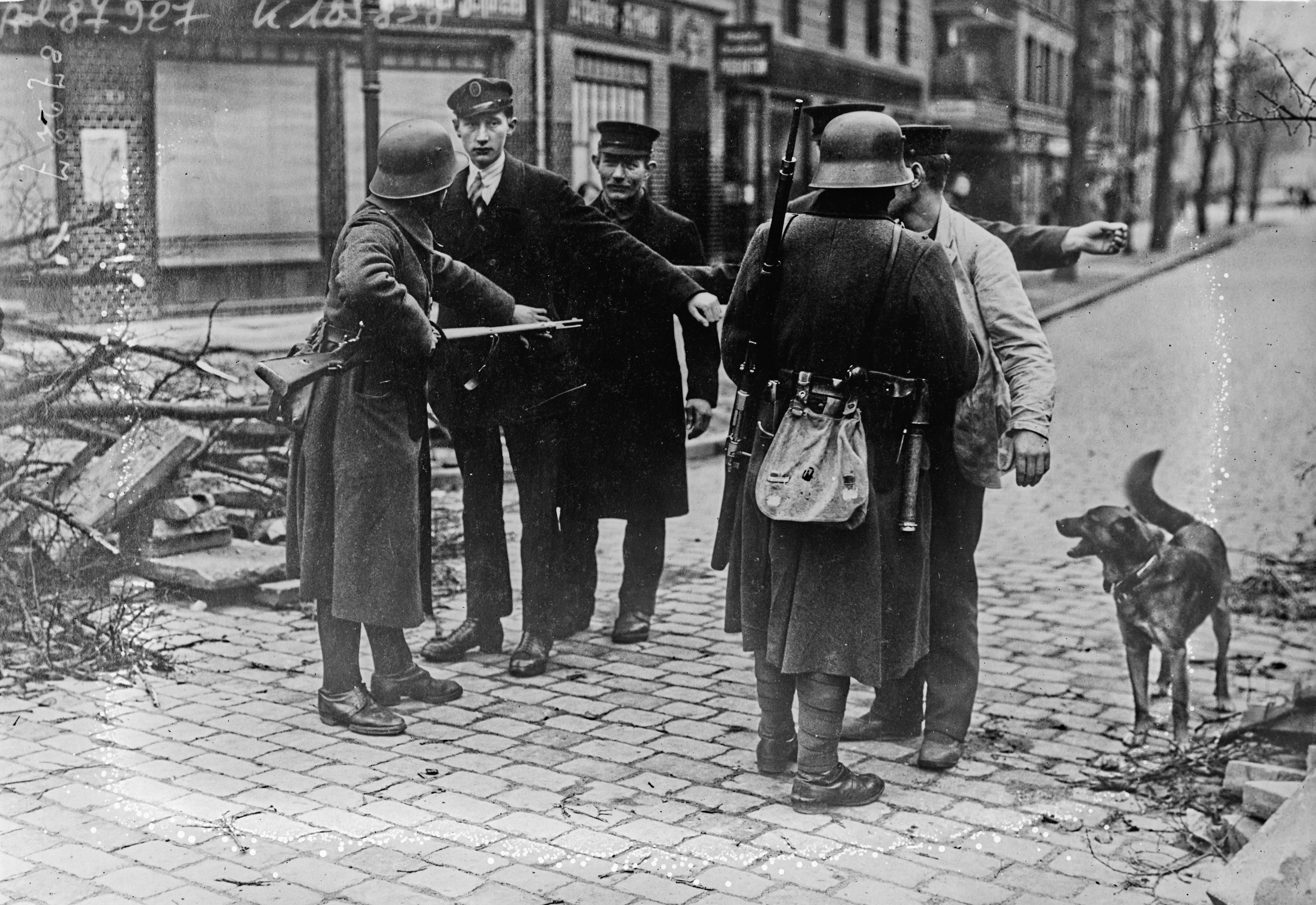
Проверка на улицах Гамбурга

## Результаты
В ночь на 24 октября и в последующие дни были арестованы в общей сложности семь коммунистов. В результате восстания по меньшей мере 100 человек погибли и более 300 получили ранения. 17 погибших были полицейскими, 24 повстанцами и 61 мирным жителем. Было арестовано 1400 человек. Эрнст Тельманн и Ганс Киппенбергер, скрылись. Лишь год спустя причастные к делу депутаты-коммунисты, редакторы и профсоюзные деятели были осуждены. Самый крупный судебный процесс против 191 повстанца состоялся в феврале 1925 года в региональном суде Альтоны из-за беспорядков в Шиффбеке. 
В долгосрочной перспективе восстание в значительной степени способствовало отравлению климата между двумя рабочими партиями: социал-демократы отказались работать с коммунистами, и, если они занимали государственные должности, усилили репрессии против них. Это, в свою очередь, усиливало вражду КПГ и СДПГ.